# TMDb
TMDb（和製英語: ザ・ムービー・データベース、映画データベース、英語: The Movie Database）とは、ユーザーコミュニティにより構築された、映画やテレビ番組、俳優、テレビ局、番組制作会社などのオンラインデータベースである。TMDbのAPIは映画レビューサイトであるLetterboxdなどにも使用されている。

## 概要
2008年にインターネット上のユーザーが、映画やテレビ番組の高解像度のポスターやファンアートを共有するサイトとして設立された。Travis Bellにより作られ、初期のデータは無料のプロジェクトであった。オープン・メディア・データベースから取得したのち、2009年初めにコミュニティによる編集が可能なデータベースとして、最初のバージョンが公開された。また同時期に初の無料の映画情報を提供するAPIを公開した。
2010年にFan TVにより買収された。
現在は国際的な利用を意識し、39言語に対応し、おおよそ180の国から毎日利用されている。2021年の時点で60万以上の映画、10万以上のテレビ番組、そして200万を超える俳優などの人物の情報が登録されている。